# Јаванци
Јаванци (нгоко јавански: ꦮꦺꦴꦁꦗꦮ, мадија јавански: ꦠꦶꦪꦁꦗꦮꦶ, крама јавански: ꦥꦿꦶꦪꦤ꧀ꦠꦸꦤ꧀ꦗꦮꦶ, инд. Orang Jawa) су аустронежански народ настањен на острву Јава, које припада Индонезији (истовремено и најгушће насељена индонежанска област). Са око 99 милиона припадника чине највећу етничку групу у Индонезији. Претежно живе у централним и источним деловима овог острва. Постоји значајан број људи јаванског порекла који живе у Сингапуру, Малезији, Египату, Саудијској Арабији, Кини и Холандији.
Јавански народ има пуно подгрупа, од којих су највеће - Матарам, Чиребонци, Тенгерци, Банџумасан, Осинг и Наганци.
Већина Јаванца припада исламској вероисповести, док их само мали део припада хришћанству, вађрајана будизму и хиндуизму. Према светској популацији, четврти су народ међу муслиманима, после Арапа, Бенгалаца и Панџабаца.
У дијаспори Јаванаца има око 3.3—4 милиона.

## Историја
Као и већина индонежанских етничких група, укључујући и Сунде из западне Јаве, Јаванци су аустронежанског порекла чији преци порекло воде са острва Тајван и мигрирали кроз Филипине, и стигли на острво Јава средином другог миленијума пре нове ере. Међутим, према новијим генетским студијима, Јаванци заједно са Сундима и Балинежанима имају скоро једнак однос гена дељених између Аустронежана и Аустроазијата.
Јаванци су живели изоловано све до 1619. године када је Холандија колонизовала Јаву.
Хиндуизам и будизам су на подручје острво Јава донели трговци из Индије. Појавили су се на тим просторима у 5. веку. Хиндуисти, будисти и јаванске вере су се стопиле у јединствену локалну филозофију.
Центар јаванске културе и политике био је на источном делу острва када је Мпу Синдок (929—947) преместио престоницу ка истоку, ка подручју реке Брантас у 10. веку нове ере.
Разна јаванска краљевства су била активно инволвирана у трговини зачином преко Пута свиле. Осим зачина, из Јаве су се увозили зачини и извозио пиринач, чега је Јава била велики произвођач. Сматрало се да је Маџапахит био највећи од свих краљевства. Истовремено је била и аграрна и поморска моћ, комбинујући култивацију пиринча и поморску трговину. Разори њиховог града могу се видети у Троулану.

## Језик
Јаванци претежно говоре јаванским језиком, који спада у малајско-полинежанску групу аустронежанске породице језика. Највише је сродан балинежанском језику. Јавански језик има много речи из хинду, индонежанског и малајског језика. Већина Јаванаца је билингвална са индонежанским.
Међу Јаванцима су заступљени холандски, француски и енглески језик, који припадају индоевропској породици језика, као и кантонски кинески, члан кинеске групе сино-тибетанске породице језика.

## Религија
У верском смислу, Јаванци су представљени као веома побожан народ. Данас, највише Јаванаца практикује ислам као своју религију, док их око 5—10% исповеда источњачке исламске традиције. Сматра се да је ислам међу Јаванцима стигао негде у 13. веку, после чега је ислам постао доминантан, а донели су га арапски трговци. Мањи део практикује хришћанство (протестантизам и римокатолицизам), који живи у централној Јави. Остатак припада вађрајана будизму и хиндуизму.